# Arsy
Arsy é uma comuna francesa na região administrativa de Altos da França, no departamento de Oise. Estende-se por uma área de 7,27 km². Em 2010 a comuna tinha 771 habitantes (densidade: 106,1 hab./km²).